# 萊安·拿破崙
萊安·拿破崙（英語：Ryan Napoleon；1990年5月26日—）是一位澳大利亞游泳運動員。他擅長自由泳項目。在2010年英聯邦運動會上，他獲得4乘200米自由泳項目的金牌。他還在泛太平洋運動會等運動會上獲得過金牌。